# Corretja de càmera

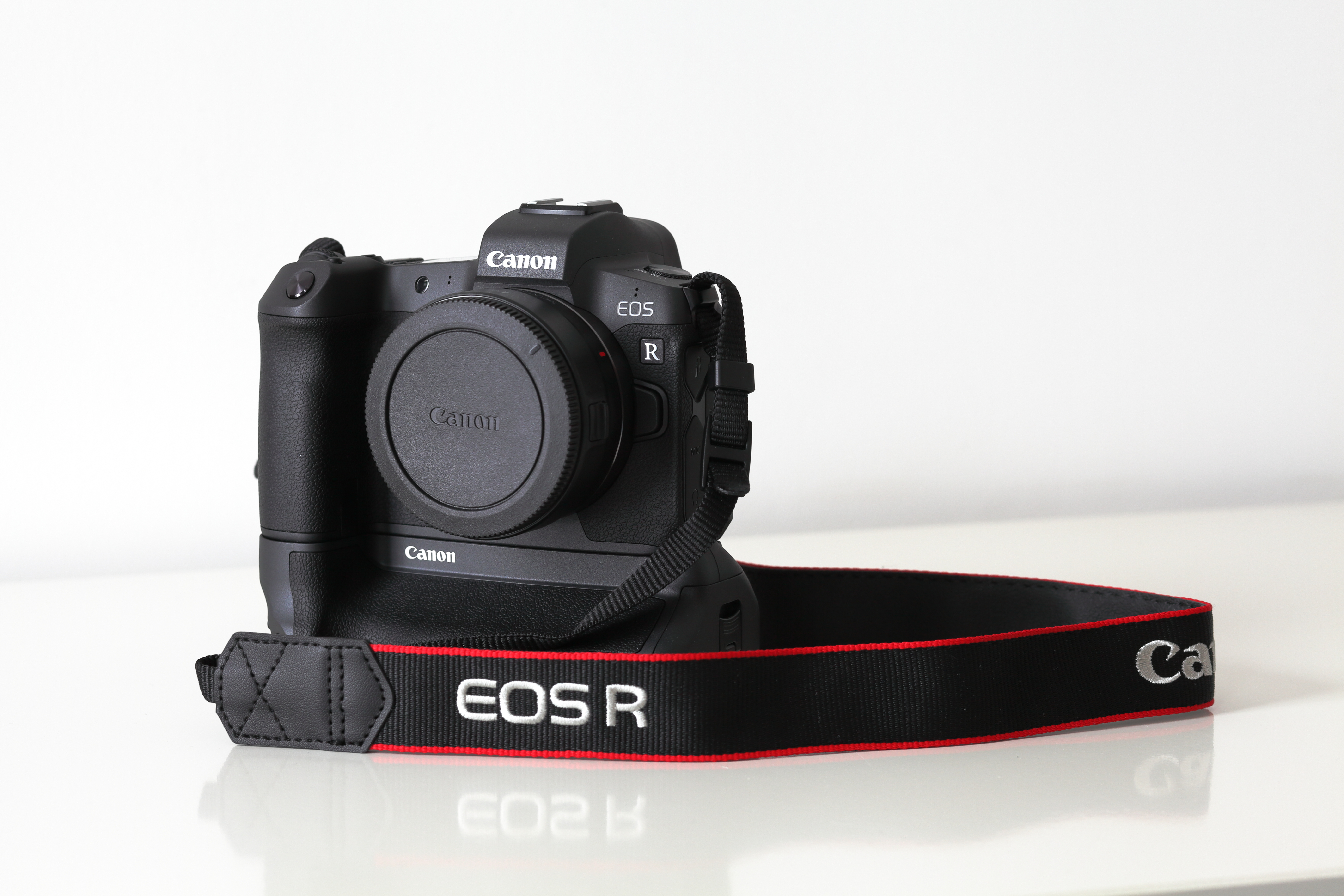
Corretja convencional de càmera

Una corretja de càmera és un accessori per a càmeres de fotos i de vídeo. Les corretges de la càmera tenen una varietat d'estils, que van des de simples corretges de coll fins a sistemes per portar vàries càmeres.

## Corretges de coll
Les càmeres DSLR solen venir amb una corretja per al coll que s'uneix a les anelles de la part superior de la càmera. Aquesta sol estar brodada amb la marca del fabricant de la càmera i una indicació del model de càmera o família de models.
Normalment, es col·loca al voltant del coll, quedant la càmera al pit o a l'estómac del fotògraf. També hi ha corretges d'aquest tipus d'altres fabricants, les quals solen ser més llargues, fetes de materials de més qualitat o més còmodes.
Diverses marques inclouen en el seu catàleg corretges d'alliberament ràpid, inclouen dos peces que s'instal·len a les anelles de la càmera i es deixen fixes, llavors aquestes es posen i es treuen de forma ràpida de la corretja, podent utilitzar una sola corretja per més d'una càmera, sempre que no s'usin a l'hora.

## Corretges de càmera amb rosca de trípode

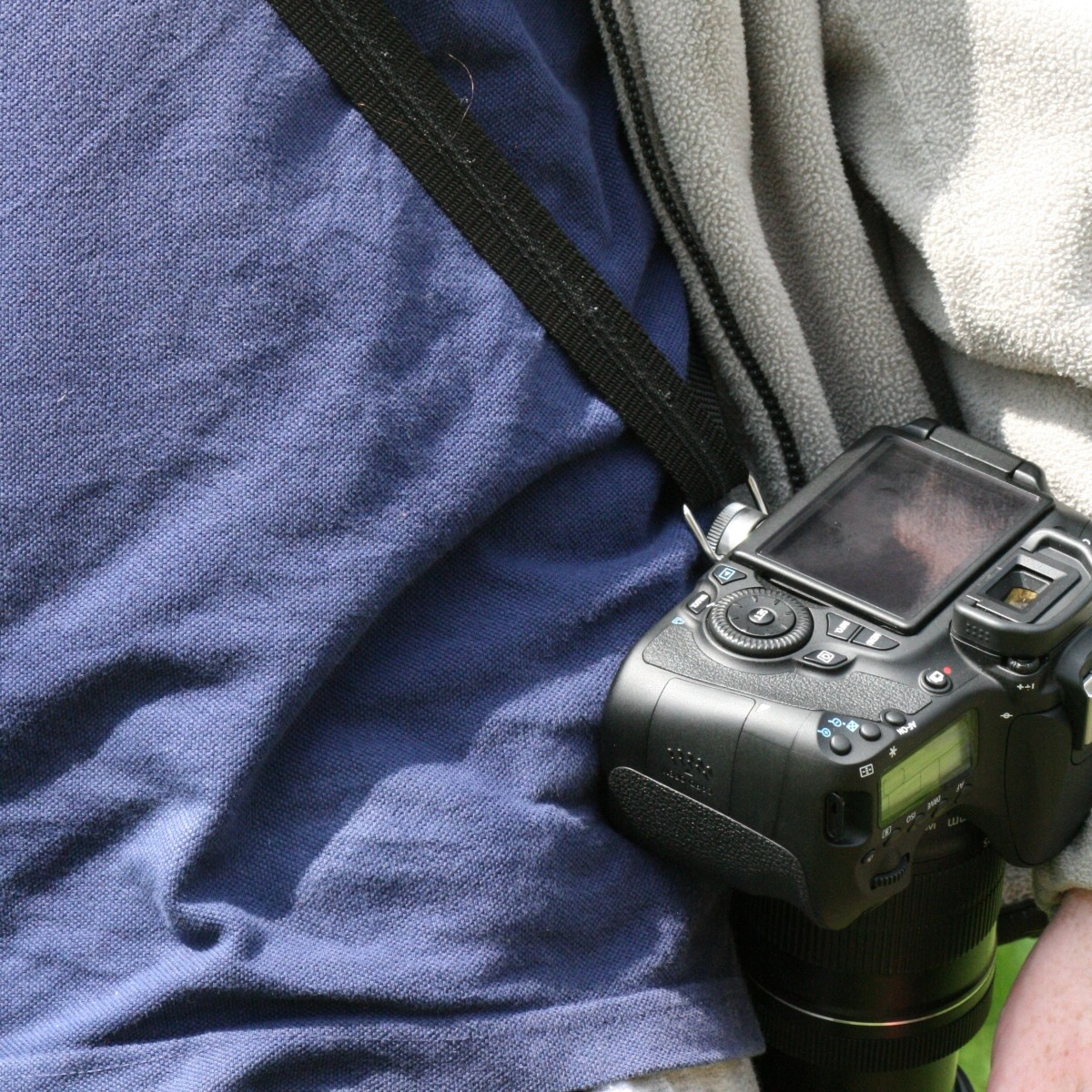
Corretja amb rosca de trípode

Les corretges de la càmera amb rosca de trípode, es caragolen a la rosca del trípode de la càmera o de l'objectiu i així la part superior de la càmera roman lliure d'una corretja de transport. El caragol conté un mecanisme el qual permet que la càmera giri a la corretja.
El desavantatge d'aquest tipus de corretja és que si es vol posar la càmera en un trípode s'haurà de treure. Alternativament, també hi ha corretges de càmera compatibles amb plaques d'alliberament ràpid. En aquest cas, la placa es caragola a la càmera i la placa d'alliberament ràpid es connecta a la corretja de la càmera (per exemple, amb un mosquetó).

## Sistemes de corretges de per a diverses càmeres

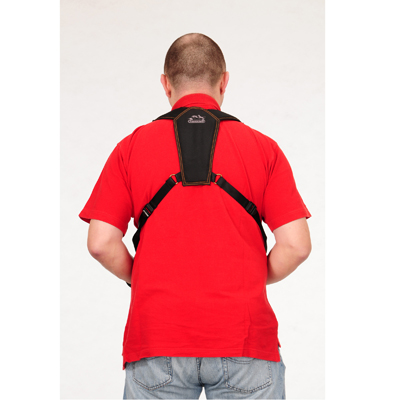
Sistema de corretja tipus arnès

Hi ha sistemes de corretges de càmera per a fotògrafs que viatgen amb dues o tres càmeres. Aquests normalment són com un arnès i les combinacions típiques són:
- Una càmera principal (per exemple, una SLR) i una càmera secundària (per exemple, una compacta o una càmera de vídeo)
- Dues càmeres principals (per exemple, dues reflex amb objectius diferents)
- Dues càmeres principals i una càmera secundària

## Sistemes de subjecció

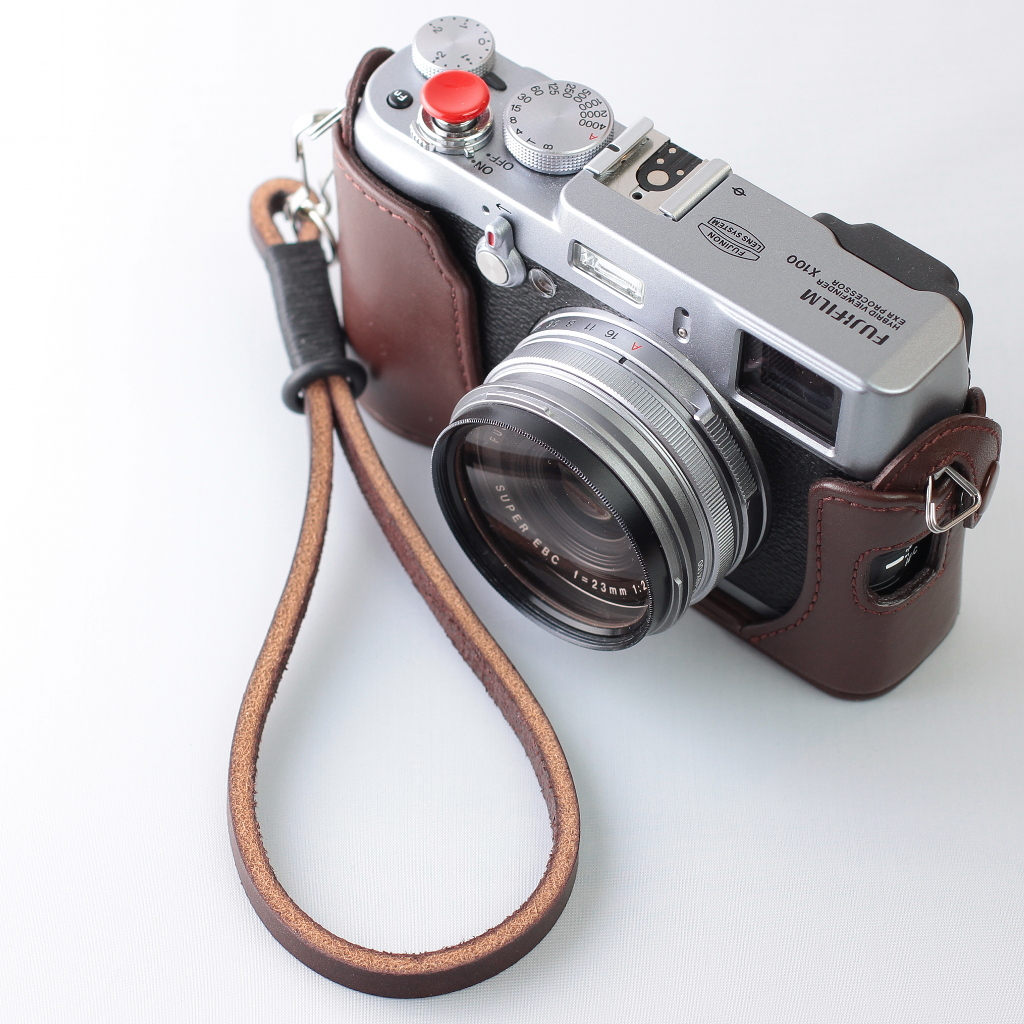
Corretja de canell

Una altra manera de portar la càmera és connectar-la al cinturó mitjançant diversos sistemes de subjecció. Aquest és un sistema molt utilitzat amb càmeres lleugeres, com les compactes o les sense mirall. Els sistemes de cinturó no són del tot adequats per a conjunts més pesats amb teleobjectius.
Les càmeres compactes més petites acostumen a estar equipades amb una corretja pel canell.
Una altra forma és connectar la càmera amb una placa d'alliberament ràpid a la corretja de la motxilla, quedant així l'objectiu mirant cap a baix i tenint un sistema molt ràpid d'agafar i guardar la càmera.